# AEGON International 2014 - Qualificazioni singolare maschile
Le qualificazioni del singolare maschile dell'AEGON International 2014 sono state un torneo di tennis preliminare per accedere alla fase finale della manifestazione. I vincitori dell'ultimo turno sono entrati di diritto nel tabellone principale. In caso di ritiro di uno o più giocatori aventi diritto a questi sono subentrati i lucky loser, ossia i giocatori che hanno perso nell'ultimo turno ma che avevano una classifica più alta rispetto agli altri partecipanti che avevano comunque perso nel turno finale.

## Giocatori

### Teste di serie
1. Tobias Kamke (qualificato)
2. Blaž Rola (qualificato)
3. Víctor Estrella Burgos (ultimo turno, Lucky Loser)
4. Michael Russell (secondo turno, ritirato)

1. David Goffin (ultimo turno)
2. Andrej Kuznecov (qualificato)
3. Michał Przysiężny (secondo turno)
4. Somdev Devvarman (secondo turno)

### Qualificati
1. Tobias Kamke
2. Blaž Rola

1. Andrej Kuznecov
2. Chris Guccione

### Lucky loser
1. Víctor Estrella Burgos

### Tabellone

#### Sezione 1
|  | Primo turno     | Primo turno     | Primo turno     | Primo turno | Primo turno |  |  | Secondo turno | Secondo turno   | Secondo turno | Secondo turno | Secondo turno |   |   | Ultimo turno | Ultimo turno | Ultimo turno | Ultimo turno | Ultimo turno |  |
|  |                 |                 |                 |             |             |  |  |               |                 |               |               |               |   |   |              |              |              |              |              |  |
|  |                 |                 |                 |             |             |  |  |               |                 |               |               |               |   |   |              |              |              |              |              |  |
|  |                 |                 |                 |             |             |  |  | 1             | Tobias Kamke    | 6             | 3             | 6             |   |   |              |              |              |              |              |  |
|  | Rémi Boutillier | Rémi Boutillier | Rémi Boutillier | 6           | 7           |  |  |               | Rémi Boutillier | 4             | 6             | 3             |   |   |              |              |              |              |              |  |
|  | Ken Skupski     | Ken Skupski     | Ken Skupski     | 3           | 63          |  |  |               |                 |               |               |               |   |   | 1            | Tobias Kamke | Tobias Kamke | 6            | 6            |  |
|  | Keelan Oakley   | Keelan Oakley   | 5               | 6           | 3           |  |  |               |                 | 5             | David Goffin  | David Goffin  | 1 | 4 |              |              |              |              |              |  |
|  | Jathan Malik    | Jathan Malik    | 7               | 4           | 6           |  |  |               | Jathan Malik    | Jathan Malik  | 2             | 4             |   |   |              |              |              |              |              |  |
|  |                 | Philipp Oswald  | Philipp Oswald  | 4           | 2           |  |  | 5             | David Goffin    | David Goffin  | 6             | 6             |   |   |              |              |              |              |              |  |
|  | 5               | David Goffin    | David Goffin    | 6           | 6           |  |  |               |                 |               |               |               |   |   |              |              |              |              |              |  |

#### Sezione 2
|  | Primo turno          | Primo turno          | Primo turno          | Primo turno | Primo turno |  |  | Secondo turno | Secondo turno        | Secondo turno        | Secondo turno    | Secondo turno    |   |    | Ultimo turno | Ultimo turno | Ultimo turno | Ultimo turno | Ultimo turno |  |
|  |                      |                      |                      |             |             |  |  |               |                      |                      |                  |                  |   |    |              |              |              |              |              |  |
|  |                      |                      |                      |             |             |  |  |               |                      |                      |                  |                  |   |    |              |              |              |              |              |  |
|  |                      |                      |                      |             |             |  |  | 2             | Blaž Rola            | Blaž Rola            | 6                | 6                |   |    |              |              |              |              |              |  |
|  | Juan Sebastián Cabal | Juan Sebastián Cabal | Juan Sebastián Cabal | 6           | 7           |  |  |               | Juan Sebastián Cabal | Juan Sebastián Cabal | 1                | 4                |   |    |              |              |              |              |              |  |
|  | Takanyi Garanganga   | Takanyi Garanganga   | Takanyi Garanganga   | 2           | 5           |  |  |               |                      |                      |                  |                  |   |    | 2            | Blaž Rola    | Blaž Rola    | 6            | 7            |  |
|  | Joe Salisbury        | Joe Salisbury        | 5                    | 7           | 4           |  |  |               |                      |                      | Daniel Smethurst | Daniel Smethurst | 3 | 64 |              |              |              |              |              |  |
|  | Daniel Smethurst     | Daniel Smethurst     | 7                    | 62          | 6           |  |  |               | Daniel Smethurst     | Daniel Smethurst     | 6                | 78               |   |    |              |              |              |              |              |  |
|  |                      | Marcus Daniell       | 3                    | 6           | 3           |  |  | 8             | Somdev Devvarman     | Somdev Devvarman     | 4                | 6                |   |    |              |              |              |              |              |  |
|  | 8                    | Somdev Devvarman     | 6                    | 3           | 6           |  |  |               |                      |                      |                  |                  |   |    |              |              |              |              |              |  |

#### Sezione 3
|  | Primo turno   | Primo turno     | Primo turno    | Primo turno | Primo turno |  |  | Secondo turno | Secondo turno          | Secondo turno   | Secondo turno   | Secondo turno |   |   | Ultimo turno | Ultimo turno           | Ultimo turno | Ultimo turno | Ultimo turno |  |
|  |               |                 |                |             |             |  |  |               |                        |                 |                 |               |   |   |              |                        |              |              |              |  |
|  |               |                 |                |             |             |  |  |               |                        |                 |                 |               |   |   |              |                        |              |              |              |  |
|  |               |                 |                |             |             |  |  | 3             | Víctor Estrella Burgos | 1               | 6               | 7             |   |   |              |                        |              |              |              |  |
|  |               | Divij Sharan    | Divij Sharan   | 64          | 1           |  |  | WC            | James Marsalek         | 6               | 3               | 65            |   |   |              |                        |              |              |              |  |
|  | WC            | James Marsalek  | James Marsalek | 7           | 6           |  |  |               |                        |                 |                 |               |   |   | 3            | Víctor Estrella Burgos | 7            | 3            | 1            |  |
|  | Richard Gabb  | Richard Gabb    | 5              | 7           | 7           |  |  |               |                        | 6               | Andrej Kuznecov | 610           | 6 | 6 |              |                        |              |              |              |  |
|  | Neil Pauffley | Neil Pauffley   | 7              | 5           | 5           |  |  |               | Richard Gabb           | Richard Gabb    | 3               | 0             |   |   |              |                        |              |              |              |  |
|  |               | Farrukh Dustov  | 2              | 7           | 5           |  |  | 6             | Andrej Kuznecov        | Andrej Kuznecov | 6               | 6             |   |   |              |                        |              |              |              |  |
|  | 6             | Andrej Kuznecov | 6              | 5           | 7           |  |  |               |                        |                 |                 |               |   |   |              |                        |              |              |              |  |

#### Sezione 4
|  | Primo turno    | Primo turno       | Primo turno       | Primo turno | Primo turno |  |  | Secondo turno | Secondo turno     | Secondo turno     | Secondo turno  | Secondo turno |    |   | Ultimo turno | Ultimo turno | Ultimo turno | Ultimo turno | Ultimo turno |  |
|  |                |                   |                   |             |             |  |  |               |                   |                   |                |               |    |   |              |              |              |              |              |  |
|  |                |                   |                   |             |             |  |  |               |                   |                   |                |               |    |   |              |              |              |              |              |  |
|  |                |                   |                   |             |             |  |  | 4             | Michael Russell   | Michael Russell   | 0              | r             |    |   |              |              |              |              |              |  |
|  |                | Daniel Cox        | Daniel Cox        | 6           | 6           |  |  |               | Daniel Cox        | Daniel Cox        | 3              |               |    |   |              |              |              |              |              |  |
|  | WC             | Rhett Purcell     | Rhett Purcell     | 3           | 0           |  |  |               |                   |                   |                |               |    |   | Daniel Cox   | Daniel Cox   | 3            | 7            | 62           |  |
|  | Chris Guccione | Chris Guccione    | Chris Guccione    | 6           | 6           |  |  |               |                   | Chris Guccione    | Chris Guccione | 6             | 65 | 7 |              |              |              |              |              |  |
|  | Scott Clayton  | Scott Clayton     | Scott Clayton     | 2           | 1           |  |  |               | Chris Guccione    | Chris Guccione    | 7              | 7             |    |   |              |              |              |              |              |  |
|  |                | Neal Skupski      | Neal Skupski      | 2           | 1           |  |  | 7             | Michał Przysiężny | Michał Przysiężny | 65             | 6             |    |   |              |              |              |              |              |  |
|  | 7              | Michał Przysiężny | Michał Przysiężny | 6           | 6           |  |  |               |                   |                   |                |               |    |   |              |              |              |              |              |  |